# Ammersbek
Ammersbek è un comune dello Schleswig-Holstein, in Germania.
Appartiene al circondario dello Stormarn.